# Paddy and the Rats
Paddy And The Rats je maďarská kapela z města Miskolc hrající především celtic punk. Skupinu založili Paddy O'Reilly (skladatel, zpěv), Vince Murphy (baskytara) a Joey MacOnkay (elektrická kytara) v roce 2008. Později se ke skupině přidali Seamus Connelly (bicí), Sonny Sullivan (akordeon) a Sam McKenzie (housle, irské píšťaly, dudy, mandolína).
V roce 2010 vyšlo první album kapely s názvem Rats on Board, které se stalo populární i mimo Maďarsko. Stejný rok byli nejstahovanější maďarskou kapelou na iTunes.
V roce 2011 vyšlo druhé album s názvem Hymns For Bastards, oproti předchozímu albu mělo optimističtější vyznění.
V roce 2012 vyšlo jejich třetí album Tales From The Docks. Ve stejném roce Sonny Sullivan kapelu opustil a nahradil jej Bernie Bellamy.
7. září 2015 vyšlo čtvrté album, Lonely Hearts 'Boulevard. Paddy uvedl, že toto album bylo experimentálnější a temnější, než bylo jejich předchozí album, proto chtěl vytvořit název, ze něhož by to vyplývalo na první pohled. Název ovlivnil také název alba „Boulevard of Broken Dreams“ od skupiny Green Day.
7. června 2017 vydali páté album Riot City Outlaws, na jehož tvorbě spolupracovali se slavným producentem Cameronem Webbem.
12. ledna 2018 podepsali smlouvu s vydavatelem Napalm Records.

## Diskografie
- Rats on Board (2009)
- Hymns for Bastards (2011)
- Tales from the Docks (2012)
- Lonely Hearts' Boulevard (2015)
- Riot City Outlaws (2017)
- From Wasteland to Wonderland (2022)